# Internationales Eishockeyturnier Berlin 1910

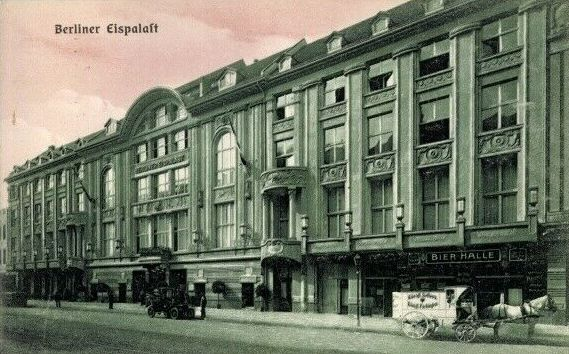
Berliner Eispalast

Das dritte internationale Eishockeyturnier in Berlin wurde vom Berliner Schlittschuhclub im Berliner Eispalast organisiert. Es fand vom 10. bis 12. Februar 1910 mit fünf Mannschaften statt, gespielt wurden zwei Spielhälften à 20 Minuten. Zeitgleich fand ein Eiskunstlaufwettbewerb statt.

## Vorrunde
| 10. Februar 1910 | Verband Berliner Athletik-Vereine | 1:10 (1:6, 0:4) | Club des Patineurs de Paris Robert Masson (4) A. J. MacDonald (4) Alfred de Rauch (2) | Eispalast, Berlin |

## Halbfinale
| 11. Februar 1910 | Akademischer SC 1906 Dresden Robert Tikkanen (2) Dietrich Charles Hartley | 4:5 n. V. (3:2, 1:2, 0:1) Spielbericht | Club des Patineurs de Paris Alfred de Rauch A. J. MacDonald Robert Masson Alfred de Rauch A. J. MacDonald | Eispalast, Berlin |

| 11. Februar 1910 | Berliner Schlittschuhclub Werner Glimm Alfred Steinke Werner Glimm Robert Müller Kutscher | 5:3 n. V. (2:1, 1:2, 0:0, 0:0, 2:0) Spielbericht | Brussels Ice Hockey Club Etienne Coupez | Eispalast, Berlin |

## Finale
| 12. Februar 1910 | Berliner Schlittschuhclub Werner Glimm | 1:4 (0:3, 1:1) Spielbericht | Club des Patineurs de Paris Robert Masson (2) A. J. MacDonald A. J. MacDonald | Eispalast, Berlin |

## Mannschaftskader
| Akademischer SC 1906 Dresden | Stürmer: Robert Tikkanen, Charles Hartley, Dietrich                                                                                                 |
| Brussels Ice Hockey Club     | Stürmer: Etienne Coupez |
| Berliner Schlittschuhclub    | Stürmer: Werner Glimm, G. Kutscher, E. Jakob; Rover: Alfred Steinke, Robert Müller Abwehr: C. M. Lüdecke Torhüter: Willi Bliesener                  |
| Club des Patineurs de Paris  | Stürmer: Robert Masson, A. J. MacDonald, Alfred de Rauch; Rover: Jean Prat; Abwehr: Alexandre Clarke, Raymond Mézières; Torhüter: Maurice del Valle |